# Marcelo dos Reis (músico)
Marcelo dos Reis (Lisboa,1984. É uma das figuras proeminentes, da nova geração de improvisados europeus.
Todo o seu trabalho tem sido altamente aclamado, e além de todas as suas conquistas, foi nomeado um dos cinco melhor guitarristas pelo El Intruso - 8ª, 9ª, 10ª, 14ª e 16ª Conferência Anual Internacional de Críticos Musicais. Em 2017 foi músico do ano pela revista jazz.pt. E em 2020 foi nomeado um dos mais influentes músicos da década pela prestigiada publicação Free Jazz Blog.
A sua abordagem idiossincrática à guitarra, coloca-o como uma das figuras centrais da nova música portuguesa.
Trabalha em grupos como Turquoise Dream, Light Machina, Pedra Contida, Open Field, Staub Quartet, In Layers, The Monkious, lidera o seu trio Flora, desenvolve trabalho em duo com Eve Risser e Luis Vicente, Chamber 4 e Fail Better!, estes dois últimos considerados como dos melhores grupos revelação dos últimos anos.
Além dos seus projectos tem trabalho e partilhado palco com vários músicos de renome, tais como: Burton Greene, Mark Sanders, Elliott Sharp, Pat Thomas, Marta Warelis, Burkhard Beins, Liz Allbee, Evan Parker, Carlos Zíngaro, Toshimaru Nakamura, Andrea Neumann, Théo Ceccaldi, Werner Dafeldecker entre muitos outros.
Trabalha regularmente com a companhia de teatro Marionet, para quem compõe bandas sonoras originais.
Para além do seu trabalho como músico, Marcelo organiza o ciclo de concertos Double Bill, é curador da editora discográfica Cipsela e é coordenador e docente na Academia de Música do Centro Norton de Matos.

## Discografia
- Fail Better! - Zero Sum (JACC Records, 2014)
- Pedra Contida - Xisto (JACC Records, 2014)
- Open Field + Burton Greene - Flower Stalk (Cipsela Records, 2015)
- Chamber 4 (FMR Records, 2015)
- Marcelo dos Reis / Angélica V. Salvi - Concentric Rinds (Cipsela Records, 2015)
- Fail Better! - Owt (NoBusiness Records, 2016)
- In Layers (FMR Records, 2016)
- Staub Quartet - House Full of Colors (JACC Records, 2017)
- Chamber 4 - City of Light (Clean Feed Records, 2017)
- Pedra Contida - Amethyst (FMR Records, 2017)
- Marcelo dos Reis / Eve Risser - Timeless (JACC Records, 2017
- Marcelo dos Reis - Cascas (Cipsela Records, 2017)
- Frame Trio - Luminária (FMR Records, 2018)
- Points (Multikulti Project, 2019)
- In Layers - Pliable (FMR, 2020)
- Fail Better! - The Fall (JACC Records, 2021)
- Light Machina (Multikulti Project, 2021)
- Turquoise Dream (JACC Records, 2021)
- Marcelo dos Reis - Glaciar (Miria Records, 2021)
- Chamber 4 - Dawn to Dusk (JACC Records, 2021)
- The Caldas Concert (Multikulti Project, 2022)
- Marcelo dos Reis "Flora" (JACC Records, 2023)
- Marcelo dos Reis & Luís Vicente - (Un)Prepared Pieces for Guitar and Trumpet (Cipsela Records, 2023)
- Marcelo dos Reis - Life...Repeat!!! (Miria Records, 2024)

## Colaborações
- Vicente / Marjamäki - Opacity (JACC Records, 2014)
- Evan Parker - A Schist Story (JACC Records, 2022)
- Samo Solomon & New Freequestra - Free Distance Vol. 2: Poems Are Opening (Fundacja Słuchaj!, 2022)
- Guilherme Rodrigues' Spontaneous Ensemble and Trio – Live At 5th Spontaneous Music Festival (Multikulti Project, 2022)
- Superimpose with Witold Oleszak and Marcelo dos Reis – Live At 5th Spontaneous Music Festival (Multikulti Project, 2022)